# Botlhatlogo
Botlhatlogo est une ville du Botswana.